# Portada/article maig 20

## Sistema immunitari
El sistema immunitari és el conjunt de mecanismes d'un organisme que el protegeixen contra les malalties per mitjà de la identificació i l'eliminació de patògens i cèl·lules tumorals. Detecta una gran varietat d'agents, des de virus a cucs parasitaris, i cal que els distingeixi de les cèl·lules i els teixits saludables propis de l'organisme per tal de funcionar correctament. La detecció és complicada, car els patògens evolucionen ràpidament, creant adaptacions que els oculten del sistema immunitari i els permeten infectar amb èxit els seus hostes.
Per sobreviure a aquest repte, han evolucionat nombrosos mecanismes dedicats a reconèixer i neutralitzar els patògens. Fins i tot organismes unicel·lulars senzills com ara els bacteris posseeixen sistemes enzimàtics que els protegeixen contra infeccions víriques. Altres sistemes immunitaris bàsics evolucionaren en els eucariotes ancestrals i encara existeixen en els seus descendents moderns, com ara les plantes, els peixos, els rèptils i els insectes.